# Forte

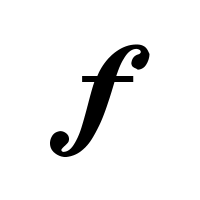
Figura 1. Forte.

Forte (del italiano forte, "fuerte") es un término que se utiliza en notación musical para indicar un grado determinado de intensidad del sonido, es decir, un matiz dinámico. La intensidad que señala es fuerte, situándose por encima de mezzoforte y por debajo de fortissimo.

## Descripción
Esta indicación pertenece a la categoría conocida como dinámica de grados, que se construye mediante la contraposición entre los conceptos de suave y fuerte, lo cual se expresa mediante las palabras italianas piano y forte respectivamente. Existen al menos ocho graduaciones o indicaciones de dinámica, empezando desde el sonido más suave hasta el sonido más fuerte. Por ejemplo, pianissimo, piano, forte, fortissimo, etc. Asimismo, los distintos grados de intensidad pueden matizarse mediante otros términos como piu, meno, etc.
Estas son las indicaciones directamente relacionadas con el término forte:
| Nombre        | Abreviatura      | Significado |
| ------------- | ---------------- | --- |
| Mezzoforte    |                  | Medianamente fuerte. Literalmente, es la mitad de forte. Es más común el uso de mezzo-piano. Nota: si no aparece algún indicador de dinámica, mezzo-forte se asume como dinámica imperante por defecto.                                                                             |
| Forte         |                  | Fuerte. |
| Fortissimo    |                  | Muy fuerte. |
| Fortississimo |                  | Más fuerte. Aunque algunas partituras, particularmente de la época contemporánea, han llegado a una indicación más extrema, con más de 3 p o f. Verdi alcanzó las 4 p y Chaikovski llegó hasta las 5 p. No se usan habitualmente por ser imprácticas, aunque teóricamente posibles. |
| Piano forte   | [cita requerida] | Débil y después fuerte. |
| Forte piano   |                  | Fuerte y después débil. |
| Meno forte    |                  | Menos fuerte. |
| Più forte     |                  | Más fuerte. |
| Forte subito  |                  | Repentinamente fuerte. |
| Poco forte    |                  | Un poco fuerte.[cita requerida] Actualmente poco usado. |

La ejecución de la dinámica musical es relativa y suele ser subjetiva. Depende del estilo o periodo histórico al que pertenezca la obra, ya que existen ciertos convencionalismos estéticos; pero también depende de la consideración personal y condición emocional del intérprete. Los matices como forte o piano no tienen un significado preciso ya que son indicaciones relativas y dependerán de la graduación de dinámicas que se utilice en una determinada obra. Cuando en una composición el matiz de mayor intensidad es fortissimo (fff), forte (f) será un matiz de intensidad intermedia. Asimismo, habrá que tener en cuenta la acústica del espacio donde se va a interpretar la pieza. En una sala de concierto grande deberán exagerarse los matices, mientras que un lugar pequeño requerirá lo contrario.

## Representación gráfica
Este matiz dinámico puede aparecer representado en las partituras o partichelas mediante unas indicaciones especiales que suelen colocarse por debajo del pentagrama, concretamente bajo la nota donde empieza dicha dinámica. Para indicar esta intensidad sonora existen varias posibilidades: 
- El término forte. En la mayoría de los casos estos nombres están en italiano, aunque es posible encontrar también indicaciones en otros idiomas especialmente en composiciones de los últimos tiempos.
- La abreviatura del término . Se toma el término anterior y se representa de forma abreviada con las letras en negrita y cursiva.

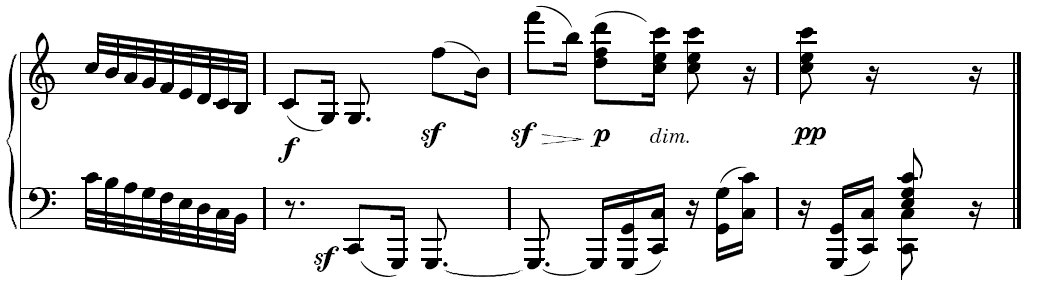
Figura 2. Notación de diversos matices.

La obra se sigue tocando a la intensidad marcada desde ese punto en adelante hasta que aparezca una nueva indicación de dinámica.

## Historia y ejemplos
La utilización de estos matices se generaliza a partir del Clasicismo, segunda mitad del siglo XVIII, con el propósito de que el intérprete lograra una ejecución más cercana a la idea del compositor.
En el segundo tercio del siglo XVIII, cuando aún la indicación de dinámica era algo excepcional, sólo afectaba a la frase o motivo en cuestión. Pero desde finales del XVIII hasta nuestros días, el intérprete ha de mantenerla hasta que aparezca un nuevo indicador de dinámica.